# اربومون
شهر اربومون (به فرانسوی: Herbeumont) در شهرستان نوفشتو (بلژیک) در استان لوکزامبورگ در منطقه فدرال والوون در کشور بلژیک واقع شده‌است.